# Aloe laterita
Aloe laterita é uma espécie de liliopsida do gênero Aloe, pertencente à família Asphodelaceae.